# L'Absence (film, 2010)
Pour les articles homonymes, voir L'Absence.
Pour plus de détails, voir Fiche technique et Distribution.
L’Absence est un film français réalisé par Cyril de Gasperis et sorti en 2010.

## Synopsis
Employée comme auxiliaire de vie, Félicia passe ses journées auprès d’Anna, une sexagénaire que la démence a rendue dépendante. Un soir, le mari d’Anna disparaît. Les deux femmes poursuivent alors leur vie ensemble et, comme seules au monde dans une maison au creux des marais, perdent, jour après jour un peu plus, la notion du temps et d’elles-mêmes.

## Fiche technique
- Titre : L'Absence
- Réalisation : Cyril de Gasperis
- Scénario : Cyril de Gasperis
- Photographie : Sophie Cadet
- Décors : Aurore Casalis
- Montage : Alexandra Melot
- Son : Nicolas Waschkowski
- Mixage : Emmanuel Croset
- Production : Les films Sauvages - Saraghina films
- Pays d'origine :  France
- Durée : 75 minutes
- Date de sortie : France - 10 mars 2010

## Distribution
- Cécile Coustillac : Félicia
- Liliane Rovère : Anna
- Jocelyne Desverchère : Michelle
- Jean-Baptiste Malartre : Christian
- Adrien de Van : Paul
- Eddie Chignara : Bob

## Distinctions

### Sélections
- Festival international du film de Busan 2009[1]

### Récompenses
- Prix du public au Festival Espoirs en 35 mm de Mulhouse 2010[2]
- Prix du film que tu vas voir alors que ta meuf t’a largué... t’as perdu ton boulot... t’as appris que t’avais le cancer... mais bon, tu t’es dit « la vie continue, je vais aller au ciné pour retrouver un peu de joie de vivre », et puis, t’arrives devant ton UGC et là, au menu... des Gérard du Cinéma 2011